# Gardenia colnettiana
Gardenia colnettiana är en måreväxtart som beskrevs av André Guillaumin. Gardenia colnettiana ingår i släktet Gardenia och familjen måreväxter. Inga underarter finns listade i Catalogue of Life.